# Cala Morell

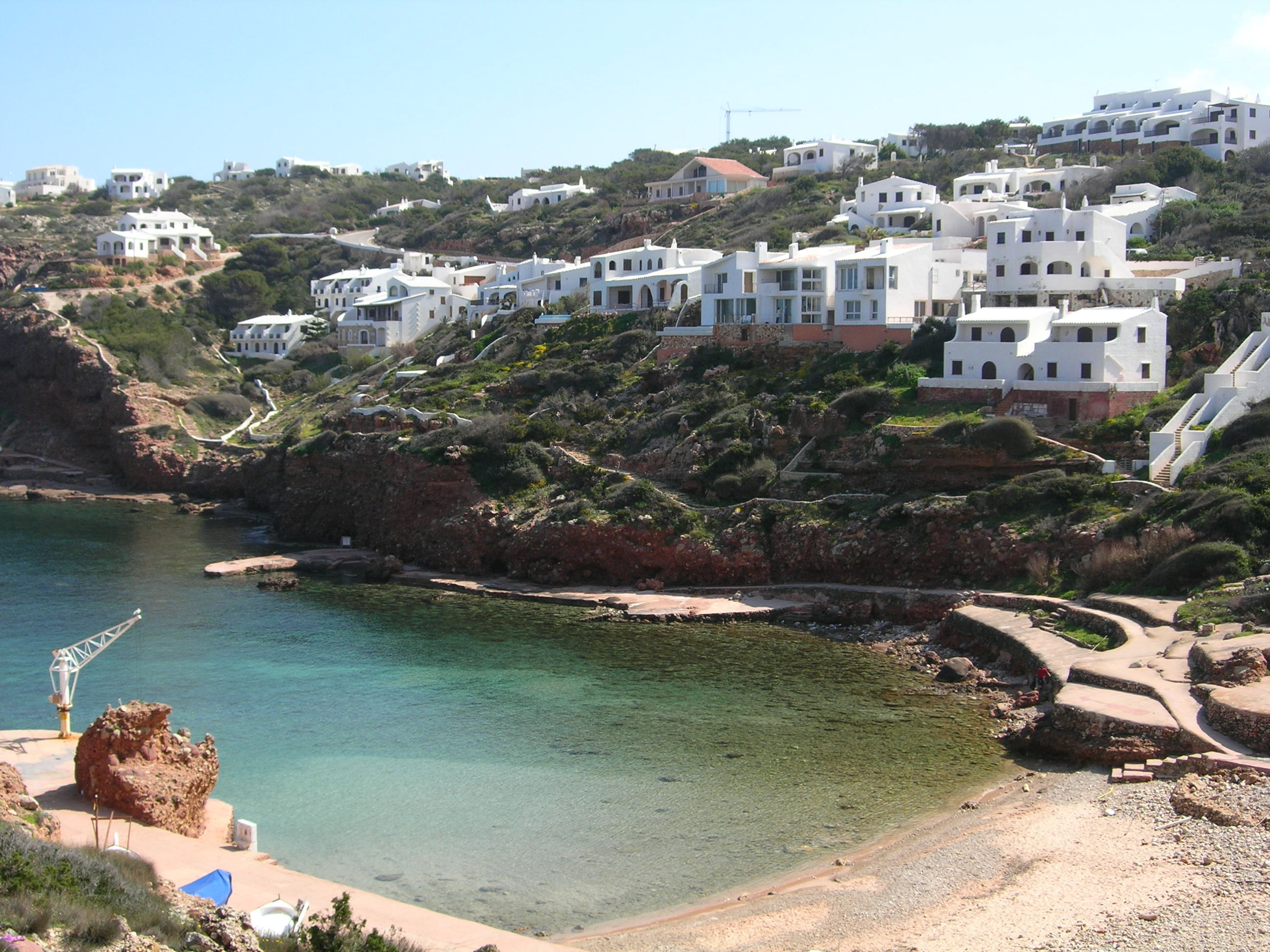
Cala Morell

Cala Morell es una pequeña bahía natural que se encuentra en el norte de la isla de Menorca, en el municipio de Ciudadela de Menorca.
Playa y orografía
Tiene una pequeña playa de arena y cómodas plataformas para disfrutar de los baños de sol. El fondo marino de esta cala es mitad arena, mitad rocoso y destaca por la limpieza de sus aguas. Desde los acantilados que rodean la cala, incluso a cierta altura, se puede distinguir con nitidez el fondo marino. En uno de los extremos de la cala hay, en las rocas, una cueva submarina, que es una fuente de agua dulce, a la que se puede acceder buceando, una de las cosas más bonitas de Cala Morell por su riqueza.
En la vaguada que termina en la playa, se encuentra un conjunto notable de cuevas prehistóricas, cavadas en el barranco, que son una muestra más de lo inigualable de este emplazamiento : la Necrópolis de Cala Morell. A muy poca distancia de la cala, incluso con vistas privilegiadas a ella, es un paseo obligado, siendo el acceso libre. 
Litoral
Es un sitio muy querido y emblemático sobre todo para Ciudadela, además para los que salen a pescar, por la costa oeste y noroeste de Menorca, un punto vital para resguardarse, en caso de ser sorprendidos por un temporal, ya que es una de las pocas entradas en una larga franja de litoral de altos acantilados y azotado por el viento del norte: la Tramontana.
Otro aspecto destacado es el hecho curioso de que cada lado de la cala pertenece a una era geológica distinta y esto es apreciado a simple vista incluso por un neófito en la materia. Esto sólo se da en la isla de Menorca, ya que las otras islas Baleares pertenecen solo a una era geológica.

Historia y Arquitectura
En la parte superior hay un extenso pinar, jalonado con blancas casas al estilo ibicenco, siguiendo el modelo erigido por el arquitecto Luis Rey, quien junto con Enrique Ventura, fueron los visionarios que idearon esta urbanización y pusieron su esfuerzo detrás de su sueño. Desde los años 60 marcaron una guía de estilo que define las casas de los primeros 30 años. Recientemente se han empezado a construir chalets que rompen ésta armonía, de lo que muchas personas que llevan allí viviendo muchos años se están quejando ya que según ellos rompen con el estilo tradicional, pero aun así no restan un ápice de particularidad a esta urbanización.
Precisamente la forma de una de las cuevas, sirvió de patrón para la forma característica que tienen todas las farolas de iluminación externa tanto en el alumbrado de la calle como en las casas que conforman esta urbanización.
- Wikimedia Commons alberga una categoría multimedia sobre Cala Morell.

- Datos: Q5739591
- Multimedia: Cala Morell / Q5739591